# Gesetz über das Verfahren bei Volksentscheid, Volksbegehren und Volksbefragung nach Artikel 29 Abs. 6 des Grundgesetzes
Das Gesetz über das Verfahren bei Volksentscheid, Volksbegehren und Volksbefragung nach Artikel 29 Abs. 6 des Grundgesetzes regelt Einzelheiten zur Neugliederung des Bundesgebietes nach Art. 29 GG, insbesondere die Wahlberechtigung, das Wahlverfahren und die Zulassung von Volksentscheiden und Volksbegehren.
Das heutige Gesetz trat zum 1. September 1979 im Zusammenhang mit der Neufassung des Art. 29 GG in Kraft und löste das ältere Gesetz über Volksbegehren und Volksentscheid bei Neugliederung des Bundesgebietes nach Artikel 29 Absatz 2 bis 6 des Grundgesetzes vom 23. Dezember 1955 ab.
Bei Streitigkeiten nach diesem Gesetz, insbesondere betreffend die Zulassung von Volksentscheiden und Volksbegehren sowie die Wahlprüfung, ist der unmittelbare Rechtsweg zum Bundesverfassungsgericht gegeben.